# Felipe Oliveira Baptista
Felipe Oliveira Baptista, né en 1975 aux Açores, est un styliste portugais formé en Grande-Bretagne et connu principalement en tant que directeur artistique de marques telles que Lacoste ou Kenzo. En 2003, il a fondé la marque qui porte son nom. En 2020, il est installé et travaille à Paris déjà depuis vingt ans,.

## Enfance et éducation
Felipe Oliveira Baptista est né en 1975 aux Açores, un groupe d’îles portugaises à l’ouest de Lisbonne. En 1997, il est diplômé de l'Université de Kingston à Londres, où il a étudié le design de mode. Il parle portugais, anglais et français.

## Carrière
Il a d’abord travaillé pour Max Mara, Christophe Lemaire et Cerruti. En 2002, il remporte le Grand Prix du Festival international de mode et de photographie de Hyères et en 2003 ainsi que 2005 il remporte le ANDAM / Prix LVMH.
En 2006, Uniqlo lui a demandé de collaborer à la réalisation d'une collection capsule.
En 2007, il a été invité à exposer une partie de son travail au musée d’art moderne Grand-Duc Jean (Mudam) à Luxembourg. 
En 2008, Nike lui commande un livre et un projet intitulé « AW77 ». La même année, il expose également un travail d'installation au Festival international de mode et de photographie de Hyères. 
En 2009, il a fait son premier défilé lors du prêt-à-porter Paris Fashion Week. 
En 2010, il a été nommé directeur créatif de Lacoste. En 2013, une rétrospective de dix ans de ses créations a est exposée au Musée du Design et de la Mode (MUDE) de Lisbonne.
En 2014, il arrête sa ligne de prêt-à-porter pour consacrer plus de temps à Lacoste et à des projets dans d'autres domaines créatifs.
En 2017, son livre de photographie Lisboa est publié dans le cadre de la collection « Portraits de Villes »,.
En 2018, Felipe Oliveira Baptista et Lacoste mettent fin à leur collaboration.
En juillet 2019, il rejoint Kenzo (Groupe LVMH) en tant que directeur artistique. Il quittera son poste fin juin 2021.
En Mai 2022, Il expose pour la première fois à Paris. Il emploie toutes sortes de techniques, du dessin, de la gravure et de la photographie, Son inspiration s'es détaché du monde de la mode.